# Won południowokoreański
Won południowokoreański (kor. 원) – jednostka walutowa Korei Południowej. Won południowokoreański dzieli się na 100 dzonów (czonów). Symbolem wona jest „₩”.
Waluta funkcjonuje w Korei Południowej od 1962 roku, zastępując hwana południowokoreańskiego, a wcześniej używano jej również w latach 1945–1953.